# Львов, Михаил Павлович
Михаи́л Па́влович Львов  (1819—1913) — архитектор, академик архитектуры Императорской Академии художеств, экстраординарный профессор Императорского Харьковского университета.

## Биография
Сверхштатный учащийся (пенсионер Главного управления путей сообщения и публичных зданий) Императорской Академии художеств (с 1836), которую окончил в 1832 году со званием свободного художника.
По окончании курса наук в Академии художеств был определён в екатеринославскую строительную комиссию (1839) помощником губернского архитектора. Был признан «назначенным в академики» (1845). 
Советом Академии художеств возведён был в звание академика и члена Академии (1845) за сочинённый по программе «проект инвалидного дома». 
Был назначен (1846) томским губернским архитектором, екатеринославским (1848). В 1852 году был переведён в Императорский Харьковский университет и. д. экстраординарного профессора по кафедре архитектуры. В следующем году Совет университета, ходатайствуя перед министром народного просвещения об утверждении Львова в должности экстраординарного профессора, в своем представлении писал, что обязанность преподавать архитектуру обусловливает не только художественное, но и энциклопедическое образование и дар слова и что всем этим требованиям удовлетворяет Львов, но министр не исполнил ходатайства Совета. Львов читал в университете следующие курсы: истории архитектуры, истории строительного искусства и общей теории изящных искусств. Выйдя в отставку (1857), он годом раньше изобрёл модель на устройство хлебных магазинов для усушки и сохранения хлеба в зерне на продолжительное время. Министр народного просвещения Норов нашёл эту модель весьма полезной, и факультет рассматривал её в научном отношении. Элеваторами Львова заинтересовалось и военное ведомство и Высочайше утвержденная комиссия для выработки способов устранения недородов и голодовок. Живя в Харькове до 1872 года, Львов за этот промежуток времени перестроил здания университета и клиники (у собора), Харьковского ветеринарного института, дворянского собрания и женского института.
Состоял архитектором в Технико-строительного комитета МВД, работал архитектором в Томске (1846—1848), Екатеринославе (1848—1852), Харькове (1852—1872), Санкт-Петербурге (с 1881).
Среди основных построек в Петербурге: особняк Г. Г. Винекена (Ординарная ул., 4 1886)
доходный дом (Лабутина, 30 1890), приделы церкви Спасо-Преображения (Колтовской) (1892–1893).